# Sciapus claudiensis
Sciapus claudiensis är en tvåvingeart som beskrevs av Daniel J. Bickel 1994. Sciapus claudiensis ingår i släktet Sciapus och familjen styltflugor. Inga underarter finns listade i Catalogue of Life.